# Il cervo e i buoi
Il cervo e i buoi è l'ottava favola del II libro di Fabulae di Fedro, tratta in originale da Esopo. 

## Trama
Un cervo, stanato da dei cacciatori, fuggiva dal bosco e si rifugiava in una villa, nascondendosi in una stalla. Un bue gli chiese perché esso si affidasse ad una dimora di uomini, ma il cervo lo persuase supplicando e gli promise di ritornare nei boschi quando ne avrà occasione. Allora il cervo si nascose tra i buoi e né il bavaro, che nutriva i buoi, né i contadini che andavano avanti e indietro e neanche il fattore si accorsero di lui. Allora il cervo ringraziò i buoi per l'aiuto, ma un bue gli consigliò di stare attento a "colui che ha cent'occhi". Dopo cena il padrone entrò nella stalla e notò che mancava del mangime e non c'erano più giacigli e, dopo aver ispezionato per bene, nota le corna del cervo e ordina ai servi di ucciderlo.

## Morale
La favola dimostra che nessuno riesce a vedere meglio del padrone.